# Erodium texanum
Erodium texanum là một loài thực vật có hoa trong họ Mỏ hạc. Loài này được A.Gray mô tả khoa học đầu tiên năm 1849.

## Hình ảnh

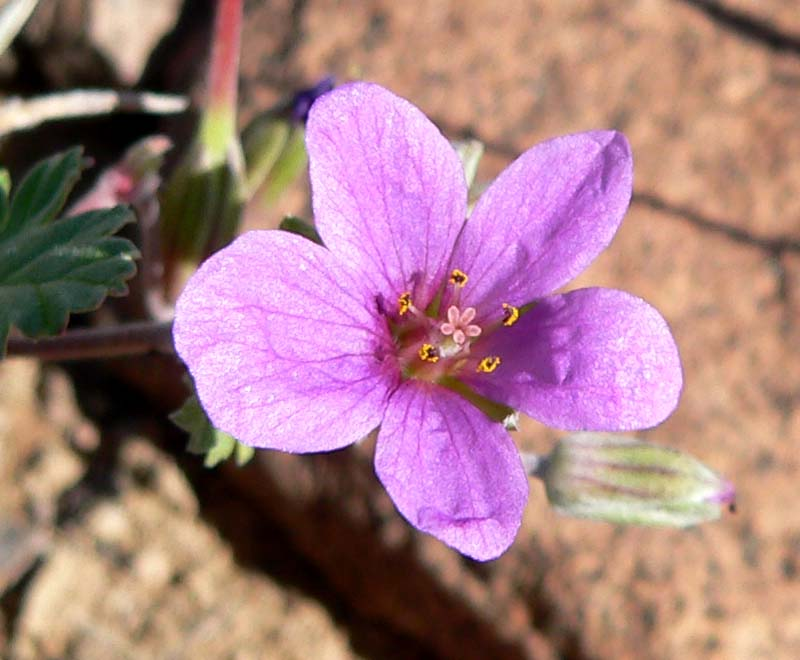